# 侯之翰
侯之翰（1573年—？），字为宪，號乾明，江西饒州府浮梁縣人，明朝政治人物。

## 生平
万历二十八年（1600年）庚子江西乡试第三十三名举人。三十五年（1607年）丁未科進士。都察院觀政。三十七年授大理寺左評事。三十九年升左寺副，再升右寺正。四十一年接替倪朝宾升延平知府，由郑祖法接任。四十四年升四川按察司副使。

## 家族
曾祖侯位。祖父侯湯。父侯以麟。母王氏。永感下。弟之城、之垣。